# Emil

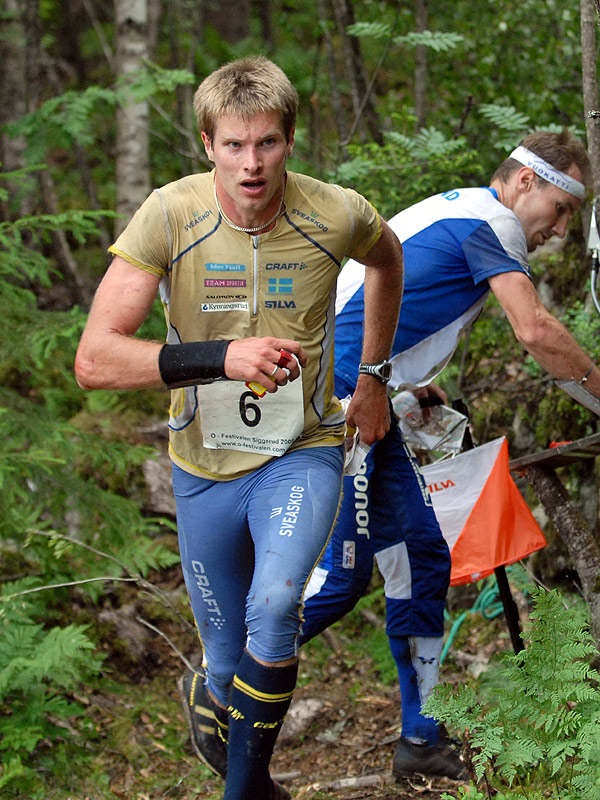
Emil Wingstedt, 2008.

Mansnamnet Emil, som betyder "ivrig" eller "flitig", härstammar troligtvis från det romerska släktnamnet Æmilius och kom till Sverige via den franska varianten Émile.
Namnet blev populärt under 1970-talet då Astrid Lindgrens böcker om Emil i Lönneberga filmatiserades och sedan början av 1990-talet har namnet ökat i popularitet.
Den 31 december 2021 fanns det totalt 56 015 personer i Sverige med namnet, varav 32 047 med det som tilltalsnamn. 2021 fick 235 pojkar i Sverige namnet.
Émile eller om uppfostran är även titeln på en av Rousseaus mest kända böcker.
Emil och Emilia är vanliga beteckningar på chalmerister.
Namnsdag: I Sverige 14 november, tillsammans med Emilia. I den finlandssvenska namnsdagslängden har Emil namnsdag 30 augusti sedan 1950. Före det hade Emil namnsdag 19 maj 1929–1949.

## Kända personer med förnamnet Emil/Emile/Émile
- Emil Aarestrup, dansk skald och läkare
- Emil Almén, svensk skådespelare
- Emil Boss, svensk författare
- Emil Bräutigam, tysk-svensk konditor och grundare av Bräutigams konditori i Göteborg
- Emil von Behring, tysk läkare och bakteriolog
- Emil Christensen, svensk professionell Counter-Strike-spelare
- Émile Durkheim, fransk sociolog
- Emil Ekman, svensk kommendörkapten och företagsledare
- Emil Fischer, tysk kemist och nobelpristagare
- Emil Fjellström, svensk skådespelare
- Emil Forsberg svensk fotbollsspelare
- Emil Forselius, svensk skådespelare
- Emil Gagner, ämbetsman, dirigent för Lunds studentsångförening
- Emil Gilels, sovjetisk pianist
- Charles Emil Hagdahl, svensk läkare och författare till Kokkonsten som vetenskap och konst
- Emile Hirsch, amerikansk skådespelare
- Emil Jannings, tysk skådespelare
- Emil Jellinek, österrikisk-tysk företagare i bilbranschen
- Emil Jensen, svensk artist, skådespelare samt estradpoet
- Emil Johansson, svensk fotbollsspelare
- Emil Jönsson, svensk längdskidåkare (sprint)
- Emil Key, svensk godsägare och politiker
- Emil Kléen, svensk journalist, författare och poet
- Emil Kleen, svensk läkare och skriftställare
- Emil Kåberg, svensk ishockeyspelare
- Emil Langlet, svensk arkitekt
- Emil Leeb, tysk general som var verksam i båda världskrigen
- Emil Lindell, svensk läkare
- Emil Lindroth, svensk musiker och skådespelare
- Jyrki Pekka Emil Linnankivi, också Jyrki 69, finsk sångare i bandet The 69 Eyes
- Emil Nolde, tysk målare
- Emil Norlander, svensk tidningsman, journalist och författare
- Emil Nödtveidt, också Nightmare Industries, svensk gitarrist i bandet Deathstars
- Emil von Qvanten, finlandssvensk skald och publicist
- Emil Rathenau, tysk-judisk ingenjör och industriman
- Emil Schmidt, kallad Mille Schmidt, svensk skådespelare, revyartist och regissör
- Frans Eemil Sillanpää, finländsk, finskspråkig författare, mottagare av Nobelpriset i litteratur 1939
- Emil Sommarin, nationalekonom
- Emile Stiebel, svensk operasångare
- Emil Svartström, finländsk sångare
- Emil Waldteufel, fransk tonsättare
- Emil Wingstedt, svensk orienterare
- Emil Voigt, brittisk friidrottare
- Emil Zátopek, tjeckoslovakisk löpare, flerfaldig OS-guldmedaljör
- Emil Zilliacus, finlandssvensk författare och översättare
- Émile Zola, fransk författare

## Fiktiva personer med förnamnet Emil/Emile/Émile
- Emil, huvudperson i Erich Kästners ungdomsbok Emil och detektiverna från 1929.
- Emil, smeknamn på studenter vid Chalmers tekniska högskola i Göteborg.[5]
- Emil i Lönneberga. Astrid Lindgrens barnboksfigur som först förekommer i boken Emil i Lönneberga från 1963 och därefter i ytterligare böcker, filmer och datorspel.